# Коамо (Порторико)
Коамо (шп. Coamo) је општина у америчкој острвској територији Порторико, острвској држави Кариба.

## Демографија
По попису из 2010. године број становника је 40.512, што је 2.915 (7,8%) становника више него 2000. године.
| Група             | 2000.          | 2010.          |
| Белци             | 193 (0,5%)     | 131 (0,3%)     |
| Афроамериканци    | 2.165 (5,8%)   | 4.226 (10,4%)  |
| Азијати           | 25 (0,1%)      | 24 (0,1%)      |
| Хиспаноамериканци | 37.371 (99,4%) | 40.338 (99,6%) |
| Укупно            | 37.597         | 40.512         |